# (189944) 2003 TX
2003 تي أكس (ويعرف أيضًا باسم (189944) 2003 تي أكس وفق تسمية الكوكب الصغير) (بالإنجليزية: 2003 TX)‏ هو كويكب ضمن حزام الكويكبات؛ وترتيبه 189944 من حيث الاكتشاف.
اكتُشف هذا الجُرم الفلكي بواسطة جيمس ويتني يونغ في 3 أكتوبر 2003.

## وصلات خارجية
- (189944) 2003 TX في قاعدة بيانات مختبر الدفع النفاث لأجرام النظام الشمسي الصغيرة

- الاكتشاف · مخطط المدار ·  العناصر المدارية · المعلمات المادية

- (189944) 2003 TX على موقع ويكي سكاي: DSS2, SDSS, GALEX, IRAS, Hydrogen α, X-Ray, Astrophoto, Sky Map, Articles and images